# Vaslav Nijinsky
Vaslav (hoặc Vatslav) Nijinsky (/ˌvɑːtslɑːf nɪˈ(d)ʒɪnski/; tiếng Nga: Ва́цлав Фоми́ч Нижи́нский, chuyển tự: Václav Fomíč Nižínskij IPA:   [ˈVatsləf fɐˈmʲitɕ nʲɪˈʐɨnskʲɪj]; tiếng Ba Lan: Wacław Niżyński, IPA: [ˈvatswaf ɲiˈʐɨj̃skʲi]; 12 tháng 3 năm 1889/1890 – 8 tháng 4 năm 1950) là một vũ công ba lê và biên đạo múa được coi là vũ công nam vĩ đại nhất đầu thế kỷ 20. Sinh ra ở Kiev có cha mẹ là người Ba Lan, Nijinsky lớn lên ở Đế quốc Nga nhưng tự coi mình là người Ba Lan. Ông được tôn vinh vì sự điêu luyện và chiều sâu và cường độ của các vai diễn. Nijinsky có thể nhảy en pointe, một kỹ năng hiếm có trong số các vũ công nam vào thời điểm đó  và được ngưỡng mộ vì những bước nhảy dường như không trọng lực. 
Nijinsky được cha mẹ giới thiệu học vũ công, cha mẹ ông là vũ công cao cấp của công ty opera Setov hay lưu diễn, và thời thơ ấu của anh đã được dành cho chuyến lưu diễn với công ty. Anh trai của anh, Stanislav và em gái của anh, Bronislava "Bronia" Nijinska cũng trở thành vũ công; Bronia cũng trở thành một biên đạo múa, làm việc chặt chẽ với anh trai trong phần lớn sự nghiệp của mình. Năm chín tuổi, Nijinsky được chấp nhận vào học Trường múa ba lê Hoàng gia (nay là Trường Mariinsky) ở St. Petersburg, trường múa ba lê nổi tiếng trên thế giới. Năm 1907, ông tốt nghiệp và trở thành thành viên của Hoàng gia Ba lê, bắt đầu từ cấp bậc coryphée thay vì cấp bậc mới trong đoàn kịch ba lê, và ông đã đảm nhận vai chính ngay từ đầu.
Năm 1909, ông gia nhập Ballets Russes, một công ty múa ba lê mới được thành lập bởi Sergei Diaghilev. Nhà hát này đã đưa các vũ điệu của Nga đến Paris, nơi mà các sản phẩm chất lượng cao như của Ba lê Hoàng gia không được biết đến. Nijinsky trở thành vũ công nam ngôi sao của công ty, gây xôn xao dư luận mỗi khi ông biểu diễn. Trong cuộc sống bình thường, ông xuất hiện không đáng kể và thường rút lui khỏi cuộc trò chuyện. Diaghilev và Nijinsky trở thành tình nhân; Ballets Russes đã cho Nijinsky cơ hội mở rộng nghệ thuật và thử nghiệm vũ đạo và vũ đạo; ông đã tạo ra những hướng đi mới cho các vũ công nam trong khi trở nên nổi tiếng quốc tế.
Năm 1912, Nijinsky bắt đầu biên đạo các vở ba lê cho riêng mình, bao gồm L'après-midi d'un faune (1912) cho âm nhạc của Claude Debussy, Le Sacre du Printemps (1913) cho nhạc của Igor Stravinsky, Jeux (1913), và Till Eulens). Faune, được coi là một trong những vở ballet hiện đại đầu tiên, gây ra tranh cãi vì cảnh cuối cùng gợi dục. Tại buổi ra mắt của Le Sacre du Printemps, các trận đánh đã nổ ra trong khán giả giữa những người yêu thích và ghét phong cách múa ba lê và âm nhạc mới đáng kinh ngạc này. Nijinsky ban đầu quan niệm Jeux là một sự tương tác tán tỉnh giữa ba người đàn ông, mặc dù Diaghilev khẳng định nó được nhảy bởi một nam và hai nữ.
Năm 1913, Nijinsky kết hôn với Romola de Pulszky, một người Hungary khi đang lưu diễn với công ty ở Nam Mỹ. Cuộc hôn nhân đã gây ra đổ vỡ với Diaghilev, người đã nhanh chóng đuổi Nijinsky khỏi công ty. Cặp đôi đã có với nhau hai cô con gái, Kyra và Tamara Nijinska.
Không có nhà tuyển dụng thay thế có sẵn, Nijinsky đã cố gắng thành lập công ty của riêng mình, nhưng không thành công. Ông được thực tập tại Budapest, Hungary, trong Thế chiến I, bị quản thúc tại gia cho đến năm 1916. Sau khi có sự can thiệp của Diaghilev và một số nhà lãnh đạo quốc tế, anh được phép tới New York để tham quan Mỹ với Ballets Russes. Nijinsky ngày càng trở nên bất ổn về tinh thần với những căng thẳng khi phải tự mình quản lý các tour du lịch và không có cơ hội nhảy múa. Sau chuyến đi Nam Mỹ năm 1917, và do những khó khăn trong việc đi lại do chiến tranh gây ra, gia đình ông đã định cư tại St. Moritz, Thụy Sĩ. Tình trạng tinh thần của ông ngày càng xấu đi; ông được chẩn đoán mắc bệnh tâm thần phân liệt vào năm 1919 và phải vào bệnh viện tâm thần. Trong 30 năm tiếp theo, ông sống trong các bệnh viện tâm thần, và không bao giờ nhảy múa trước công chúng nữa.